# Paul Raynal
Paul Raynal (ur. 21 czerwca 1885 w Narbonie, zm. 18 sierpnia 1971 w Paryżu) – francuski dramaturg. Jego najbardziej znana sztuka sceniczna Le Tombeau sous l'Arc de Triomphe (Grób Nieznanego Żołnierza) była najczęściej granym dramatem okresu międzywojennego i czasów drugiej wojny światowej.

## Wybrane dramaty[1]
- 1920: Le maitre de son coeur, komedia w trzech aktach.
- 1924: Le Tombeau sous l'Arc de Triomphe (Grób Nieznanego Żołnierza), tragedia w trzech aktach
- 1932: Au seuil de l'Instinct, tragedia w trzech aktach.
- 1935: Le matériel humain, trzy akty i epilog.
- 1941: Souffert sous Ponce Pilate, utwór w trzech aktach.
- 1946: Le Matériel humain, trzy akty i epilog.